# Déficit democrático en la Unión Europea
El concepto de déficit democrático en la Unión Europea se basa en la idea de que las instituciones y los organismos de la Unión sufren una falta de responsabilidad política y de legitimidad democrática frente a los ciudadanos europeos porque éstos, en teoría, no tienen posibilidades de ejercer influencia en las actividades y decisiones de las instituciones comunitarias.
El término fue utilizado en los inicios de la fundación de la UE para criticar la transferencia de los poderes legislativos de los gobiernos nacionales al Consejo de Ministros de la UE (actual Consejo). Esto condujo a la creación de un Parlamento formado por diputados elegidos directamente por los ciudadanos, y que ostenta el poder de aprobar o rechazar la legislación que la Comisión propone a dicha institución parlamentaria (junto al Consejo). Desde entonces, el uso del término se ha ampliado para describir los problemas nuevos que enfrenta la Unión Europea.
La cuestión de la legitimidad democrática fue importante durante todas las fases de la integración europea y de suscripción de los tratados de Maastricht, Ámsterdam, Niza y Lisboa, que procuraban realizar ajustes precisamente en torno a esta cuestión. Su respuesta fue la consolidación de poderes del Parlamento, un control más eficaz sobre la Comisión mediante el procedimiento de designación del presidente de la misma,  y la aplicación del procedimiento legislativo ordinario. Además, la participación de los ciudadanos fue ampliada por el derecho de Iniciativa Ciudadana Europea y el de presentar denuncias (por parte de particulares, empresas o entidades) ante el Parlamento Europeo, respondiendo este en la formación de comisiones parlamentarias para investigar dichas denuncias. Todos estos desarrollos contribuyeron a mejorar la legitimidad democrática del sistema institucional; sin embargo, en la opinión de muchos académicos, las mejoras introducidas no son suficientes.
El déficit democrático ha sido una expresión de uso común en los debates en torno a la UE. El éxito de la expresión se puede explicar por el hecho de que no tiene un significado único y consensuado. Los académicos, políticos y comentaristas lo usan con connotaciones diferentes e implican un significado diferente en ella. Desde una perspectiva política, se puede encontrar el término utilizado tanto por los euroescépticos como por los ‘europeos convencidos’.

## Argumentos a favor de la teoría de un déficit democrático
Los principales argumentos por un déficit democrático pueden ser divididos en argumentos del tipo institucional y de tipo normativo-identitario:
Tipo institucional:
- Ausencia de división de poderes en la UE.
- Carácter cerrado del Consejo Europeo y del
- Deficiencia del Parlamento Europeo en virtud de un número de votantes bajo, debido al carácter secundario de las elecciones europeas, y la ausencia de impugnación política.
- Los ciudadanos sólo tienen participación directa en las elecciones al Parlamento; fuera de ellas, no tienen posibilidades de expresar sus preferencias. En las elecciones al Parlamento Europeo dominan los asuntos internos.
- No hay competición entre élites rivales por el poder político.
- La formulación de políticas está dominada por actores ejecutivos. Por ejemplo, las acciones de la Comisión y del Consejo están fuera del control del Parlamento.
- Política de desviación de las preferencias políticas de los votantes ideales, dado el proceso de negociación entre las instituciones. Como resultado, la UE adopta políticas que no son coherentes con las preferencias mayoritarias.
- El Parlamento Europeo es institucionalmente débil. No hay contienda electoral para el liderazgo político. No se puede elegir (sólo vetar) al Presidente de la Comisión y a ésta en su conjunto.
- El Parlamento y el Consejo Europeo no tienen potestades equiparables: bajo procedimiento de consulta, el Parlamento Europeo tiene una acción limitada.

Tipo normativo e identitario:
- Ausencia de un 'demos' europeo
- Ausencia de un espacio público europeo
- La organización institucional de la UE es sensiblemente diferente de las instituciones domésticas democráticas, por lo que los ciudadanos carecen de un entendimiento suficiente para influir sobre los acontecimientos.
- Los ciudadanos carecen de afinidad con las actividades de las instituciones europeas.

## Autores a favor de la teoría de un déficit democrático
Joseph Weiler

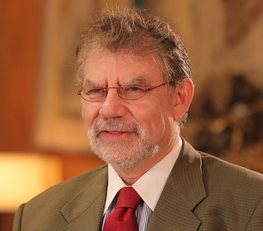
Joseph Weiler.

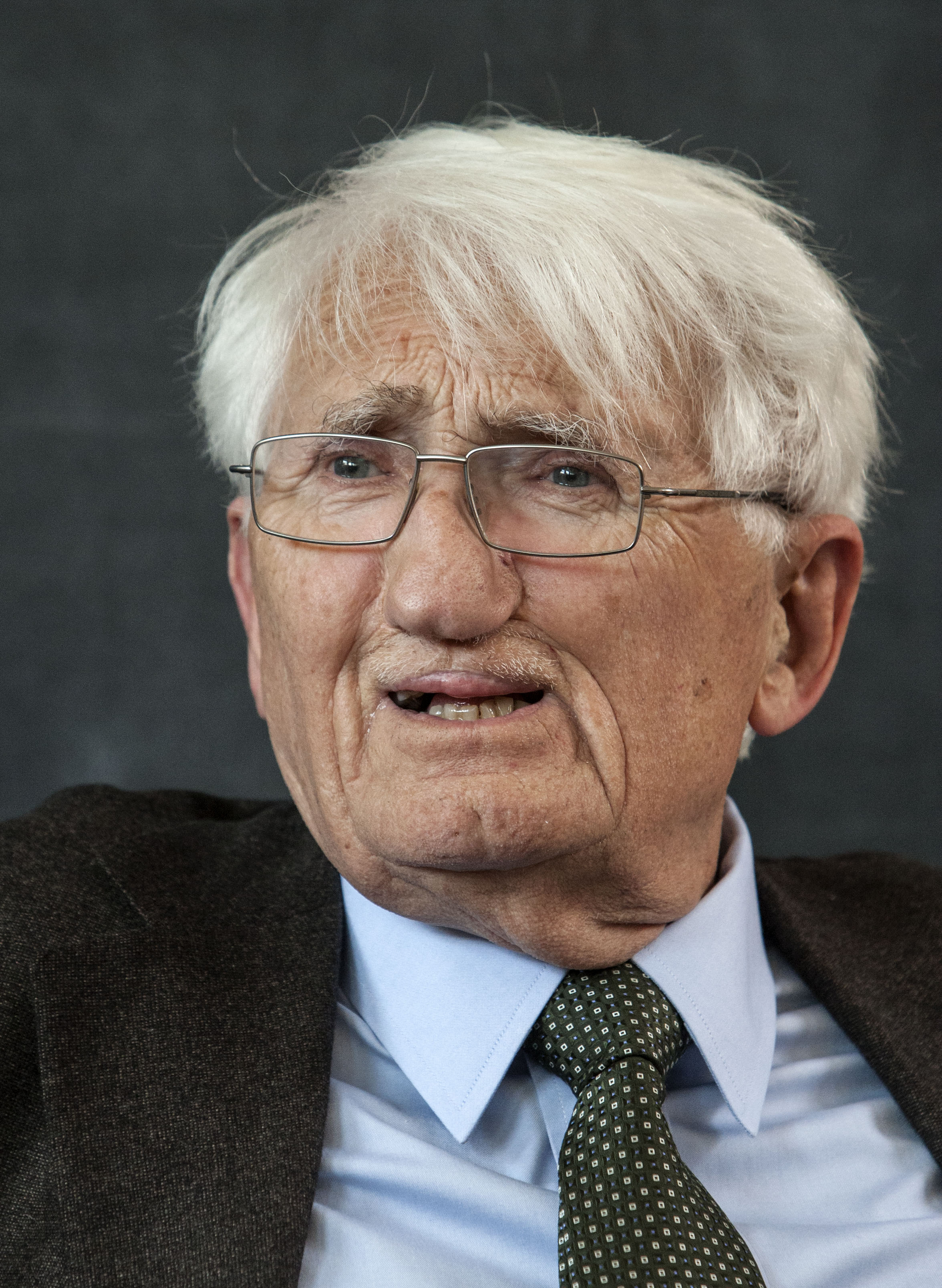
Jürgen Habermas.

Weiler fue uno de los primeros académicos en usar la expresión “déficit democrático” para describir la situación política de la UE. Según su definición—que ahora es aceptada como la definición estándar—hay cinco puntos que contribuyen al déficit democrático:
1. El poder ejecutivo fuerte
2. El Parlamento débil
3. Falta de elecciones “europeas”
4. La gran separación entre la UE y la vida cotidiana de los ciudadanos
5. “Policy drift”, o falta de apoyo mayoritario de los ciudadanos a las leyes

Andreas Føllesdal y Simon Hix
En un artículo que responde a los argumentos de Majone y Moravcsik, Føllesdal y Hix ilustran por qué hay un déficit democrático en la UE. Ellos discuten la ausencia de competición en las elecciones al Parlamento Europeo. Existe consenso entre los académicos en que las elecciones impugnadas son un elemento fundamental en cualquiera democracia, pero es algo que falta a la UE. También proponen que la ausencia de competición para aprobar políticas es otro síntoma de déficit democrático.
Jürgen Habermas
Habermas basa su argumento en la idea de una esfera pública. Dice que todavía no hay una comunidad europea fuerte, y por eso no existen intereses supranacionales. Mientras las naciones europeas sigan pensando en lo que es mejor para sus propios países, la UE no tendrá -según este autor- una democracia legítima. La democracia requiere una esfera pública unida para que los representantes sean responsables ante una única población (y no ante 28).
Fritz Scharpf
Scharpf enfoca su argumento en las instituciones de la UE. En su artículo “Economic integration, democracy and the welfare state,” Scharpf ilustra cómo el Parlamento europeo es fundamentalmente débil, no hay partidos políticos transnacionales, y no hay una prensa únicamente europea. También dice que aun si el Parlamento fuera más poderoso, seguiría habiendo un déficit democrático porque la comunidad europea no existe. Aquí su argumento se parece al de Habermas: la importancia de una comunidad unida para formar una voluntad cohesiva.

## Argumentos en contra de la teoría de un déficit democrático[6]
- Hay controles adecuados y equilibrados
  - Un control democrático indirecto a través de los gobiernos nacionales que garantizan que se requiere un consenso abrumador y que las políticas de la UE no están sesgados en contra del votante medio.
- La toma de decisiones es "súper-mayoritaria"
  - Para modificar los tratados se necesita unanimidad. Las normas intergubernamentales requieren unanimidad en el Consejo, mientras que las reglas supranacionales requieren una mayoría en la Comisión, el voto por mayoría cualificada en el Consejo y mayoría absoluta del Parlamento Europeo.
- La posición y los poderes del Parlamento Europeo no deben ser subestimados, dado que censuraron la Comisión Santer.
- La soberanía nacional prevalece sobre las «caras» políticas
- Existe una tendencia creciente hacia la politización y los referendos.
- La UE es un Estado regulador, que no debe producir resultados redistributivos o de valor de asignación, por lo que no requiere legitimación democrática
- La formulación de políticas de la UE es más transparente que la mayoría de sistemas nacionales de gobierno. Es muy fácil acceder a la información sobre la realización de la política comunitaria y, además, hay una extensa revisión judicial por el Tribunal Europeo de Justicia y los tribunales de los Estados miembros.

## Autores en contra de la teoría de un déficit democrático
Giandomenico Majone
El punto de partida de Majone es que la UE es esencialmente un "estado regulador" en el sentido de que su principal tarea es "regular" todos los ámbitos en los que la UE tiene competencias. En el pensamiento de Majone, la Unión Europea reguladora sólo produce resultados de las políticas que son Pareto eficientes en lugar de redistribución o de valor asignativo (donde hay ganadores y perdedores). Desde este punto de vista, la función de la UE es comparable a la de los organismos reguladores nacionales, como las agencias de telecomunicaciones, bancos centrales, o incluso los tribunales. Como resultado, Majone afirma que la UE no debe ser "democrática" en el sentido habitual del término, en tanto las políticas de la UE dejarían de ser Pareto-eficientes si se realizaran por lo que Majone denomina instituciones mayoritarias. Además, señala que este tipo de organizaciones "regulativas" y "no democráticas" se necesitan para asegurar la consecución de los objetivos a largo plazo. Desde esta perspectiva, una Unión Europea dominada por el Parlamento Europeo o por una comisión elegida por sufragio directo, politizaría la adopción de políticas regulatorias, lo que daría resultados redistributivos en lugar de Pareto-eficientes. Por último, Majone considera que la UE se enfrenta más bien a una "crisis de credibilidad" que a un déficit democrático. De hecho, él aboga por el cambio de procedimiento en las instituciones con el fin de obtener un proceso de una toma de decisiones más transparente. Esto aumentaría la credibilidad de la UE entre sus ciudadanos y las preocupaciones acerca de un denominado "déficit democrático" desaparecerían.
Andrew Moravcsik
En su trabajo "En defensa del déficit democrático", Andrew Moravcsik sostiene principalmente que no se debe juzgar el funcionamiento de las instituciones de la UE a la luz de exigencias democráticas a las que ningún gobierno moderno puede responder. Como cuestión de hecho, Moravcsik culpa a los que argumentan a favor de un "déficit democrático" para juzgar la Unión Europea de acuerdo con un modelo utópico de la democracia en lugar de con los criterios realistas y razonables de gobierno moderno. Más pragmáticamente, Andrew Moravcsik aborda el 'modelo estándar' del déficit democrático mediante la presentación de un gran número de críticas de sus principales reclamos.
A través de sus principales argumentos, Andrew Moravcsik rechaza la idea general de que la Unión Europea carece de responsabilidad democrática ya que cree que la UE es responsable ante sus ciudadanos a través de una asamblea parlamentaria elegida y -aunque indirectamente- a través de los representantes elegidos a nivel nacional en el Consejo Europeo.
Hans Peter Ipsen
Hans Peter Ipsen tuvo un papel influyente en la creación de legislación de la UE en su país natal, Alemania. El aspecto fundamental de la obra de Ipsen era su ambición de encontrar un cuerpo u órgano que no estuviese sujeto a la legitimidad democrática, pero no era más que parte de la administración. Esto es evidente en la clasificación de la UE como 'Zweckerbande' o agente regulador del gobierno que lleva a cabo los objetivos específicos y, por lo tanto, tiene poco o nada de político en su funcionamiento y en su organización.
Thomas Zweifel
Thomas Zweifel argumenta que el nivel democrático de la UE es relativamente fuerte, en términos de su reglamento de integración y en comparación con países como Suiza. Destaca además que desde 1996 la Comisión se ha comprometido a establecer las futuras políticas en su informe anual de competencia. Además de esto, Zweifel señala que el Parlamento de la UE ha crecido en poder y establece que la Comisión de Asuntos Económicos y Monetarios ha adquirido especial protagonismo.
Frank Schimmelfennig y Francis Cheneval
Schimmelfennig y Cheneval afirman que la UE es en realidad una 'demoicracy', que es una organización compuesta por múltiples "demois”. Por lo tanto, el alcance de su carácter democrático no puede ser juzgado de la misma manera que el de un estado democrático. Estos autores llegan a afirmar que la UE es la cría de un nuevo tipo de democracia. Argumentan que un demos europeo convencional no puede existir; esto contrasta los argumentos de Hix y Follesdal, que afirman que el déficit democrático se puede solucionar a través de la competencia de las oficinas y las políticas, al permitir a los europeos votar por determinados candidatos y agendas.